# Axel Waleij

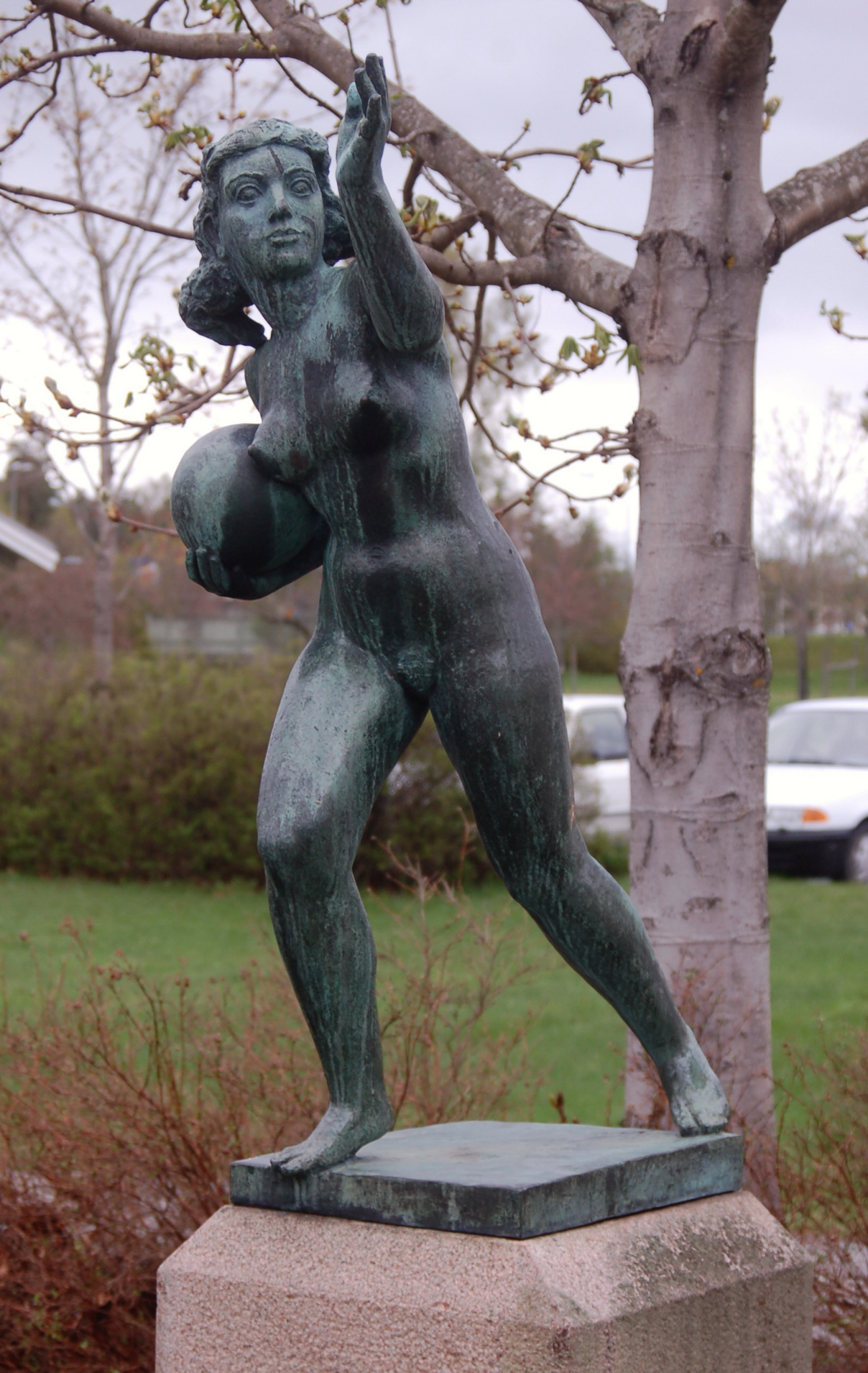
Bollspelande flicka från 1958 i Laxå

Axel Wilhelm Waleij, född 23 oktober 1897 i Grytgöl, Hällestads socken, Östergötland, död 5 september 1964 i Stockholm, var en svensk skulptör. 
Axel Waleij var son till Theodor Andersson och Sofia Waleij. Han växte upp i Skyllberg och tog sitt wallonska efternamn efter sin mor. Han studerade för Johan Björk vid Slöjdföreningen i Göteborg 1922–1924 och skulptur för Carl Milles samt teckning för Albert Engström och Olle Hjortzberg vid Kungliga Konsthögskolan i Stockholm 1925–1927. Som stipendiat vistades han Rom 1928–1931 och genomförde därifrån studieresor till Neapel, Florens och München. Bland hans första arbeten efter hemkomsten var en relief i brons av drottning Viktoria som följdes av en rad porträtt av de kungliga i marmor eller brons.
Drottning Victoria var personlig vän till Axel Waleij och upplät en lokal på Stockholms slott som ateljé åt honom. På rekommendation av Gustaf V fick Waleij utföra en 1,7 meter hög minnesbyst av drottning Victoria på Öland. Placeringen av bysten gav upphov till livliga diskussioner, och till slut blev det kungen själv som avgjorde var bysten skulle placeras. Den invigdes av kungen den 7 augusti 1938. 
Bland hans offentliga arbeten märks en porträttbyst på Stockholms slott, en friskulptur vid Skanörvägen i Björkhagen i Stockholm från 1950och den prisbelönta Thalias mantel för Malmö stadsteater. För Stockholms Folkets hus utförde han porträttbyster i brons av statsminister Per Albin Hanson och fackordföranden Gösta Bengtsson. Till en kyrka i Halmstads kyrka utförde han en dopfunt i trä 1937 och för Södertälje kyrka en port med bronsreliefer med motiv från Gamla och Nya testamentet samt fyra änglar i brännförgylld brons till Jacobs kyrka i Stockholm. 
Waleij deltog i flera pristävlingar om offentliga utsmyckningar bland annat i tävlingar utlysta av Malmö stadsteater, Gymnastiska centralinstitutet i Stockholm och Statens historiska museums gård. Tillsammans med Åke Schmägers ställde han ut i Örebro 1955 och tillsammans med Gösta Sundvall i Borås 1957. Han medverkade i ett flertal grupp- och samlingsutställningar bland annat på Galerie S:t Nikolaus i Stockholm samt i Rostock och Örebro. Waleij är representerad vid bland annat Kalmar konstmuseum och Norrköpings konstmuseum.